# Шахта імені Артема (Кипуче)
ДВАТ «Шахта імені Артема». Входить до ДХК «Луганськвугілля». Розташована у місті Кипуче, Перевальського району Луганської області.
Історична шахта. Стала до ладу у 1914 р., відбудована у 1947 р. Виробнича потужність 300 тис. т/рік. Фактичний видобуток 2141/876 т/добу (1990/1999). У 2003 р. видобуто 75 тис.т. вугілля.
Максимальна глибина 612 м (1990—1999). Протяжність підземних виробок 71,8/53,8 км (1990/1999). У 1990/1999 розробляла відповідно пласти k6, k5, k5', l7', l4, l1' та k6, k5 потужністю 0,87-1,2/0,9-1,3 м, кути падіння 3-21о.
Шахту віднесено до небезпечних за викидами вугілля і газу.
З травня 2011 року шахта ім. Артема не мала лінії очисного вибою. Щоб хоч якось зберегти життєдіяльність шахти, у жовтні 2012 запущено 4-я східну лаву пласта k6 з добовим навантаженням в 60 тонн. Через брак обладнання виїмка вугілля проводиться відбійними молотками.
Кількість очисних вибоїв 6/2, підготовчих 7/3 (1990/1999).
Кількість працюючих: 3007/1775 чол., в тому числі підземних 2071/1089 чол. (1990/1999).
Адреса: 94313, вул. 9 травня, 1, м. Кипуче, Перевальський район, Луганської обл.